# Geyser martien

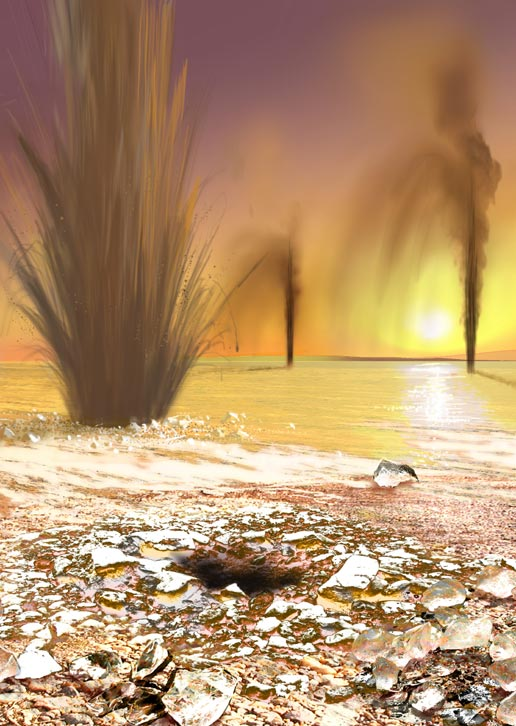
Vue d'artiste (Ron Miller) des geysers martiens.

Les « geysers martiens » sont des sites supposés dans la région polaire sud de Mars où de petits jets semblables à des éruptions semblent se produire pendant le dégel printanier.
Dark dune spots (« points noirs de dune ») et spiders (« araignées ») sont les deux types de caractéristiques les plus visibles attribuées à ces éruptions. Ils ne ressemblent à aucun phénomène géologique terrestre connu.
L'albédo, les formes et l'apparence inhabituelle des spiders ont fait naître une variété d'hypothèses concernant leur origine, mais toutes les hypothèses géophysiques actuelles supposent une sorte d'activité sous la forme de geysers sur Mars. Leurs caractéristiques et le processus de leur formation sont encore un sujet de débat.
Le projet de véhicule d'exploration martienne Mars Geyser Hopper, conçu dans les années 2000-2010, pourrait être mis en œuvre pour étudier ce phénomène.

## Galerie

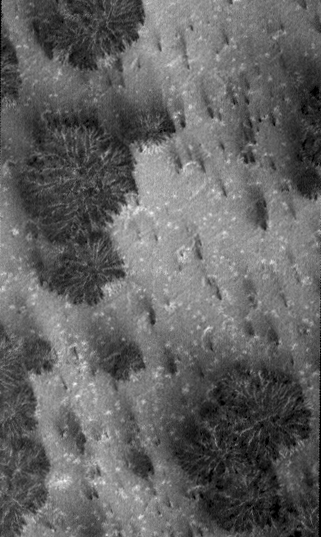
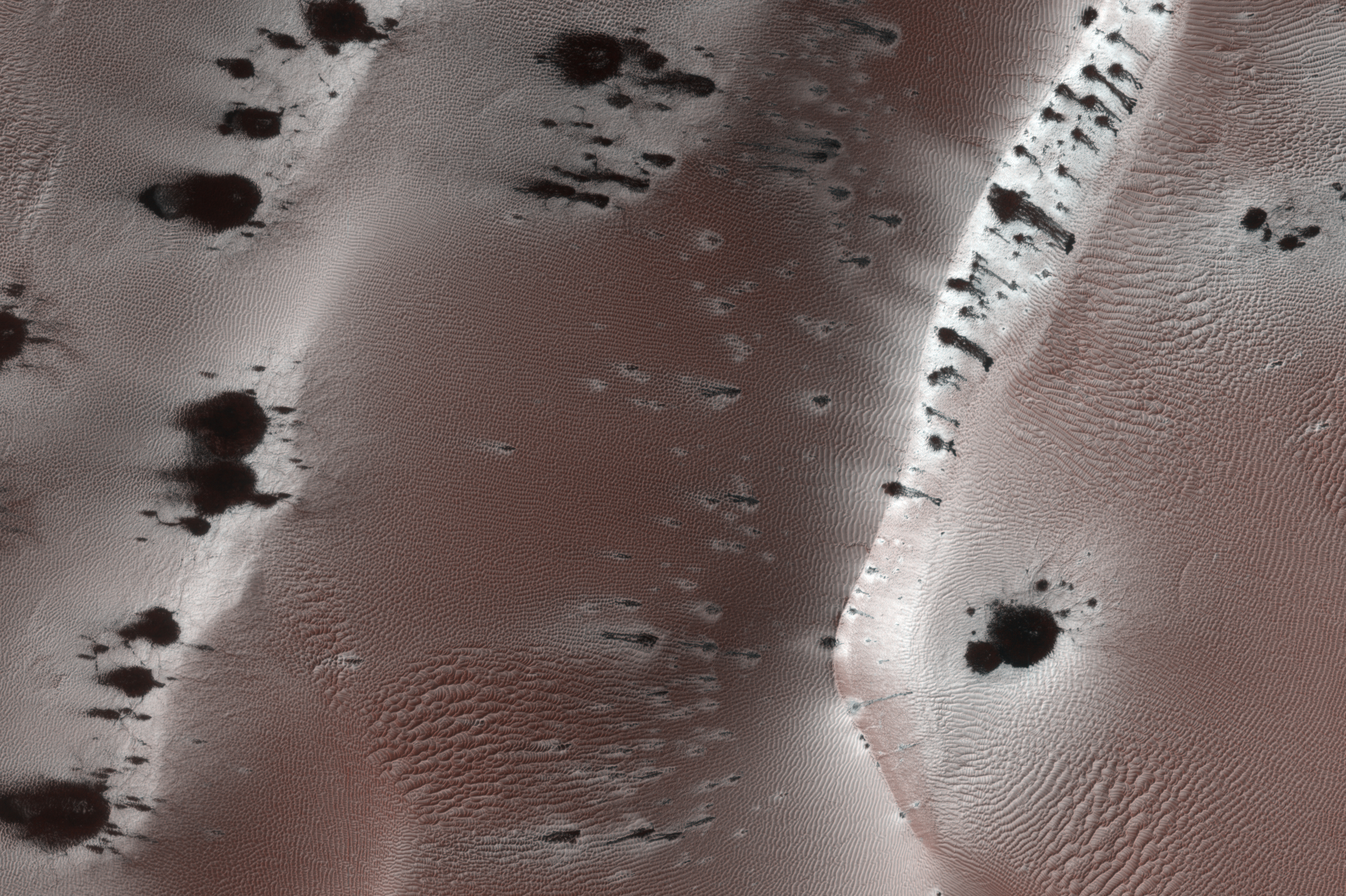
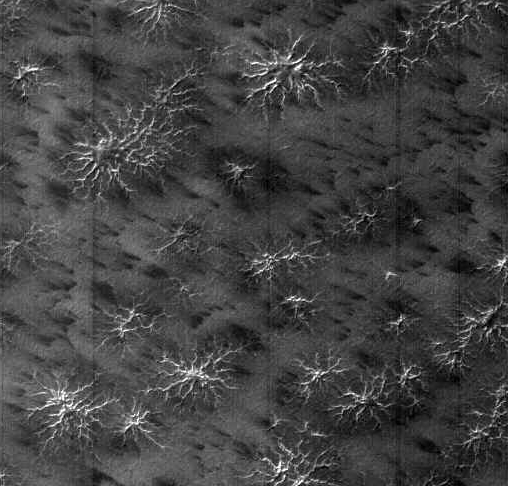